# Стюарт, Джеймс, 2-й граф Морей
Джеймс Стюарт, 2-й лорд Дун и 2-й граф Морей (англ. James Stewart, 2nd Earl of Moray; ок. 1565 — 7 февраля 1592) — шотландский аристократ. Был убит Джорджем Гордоном, 6-м графом Хантли, в результате вендетты. Известный как «Граф Бонни» за свою привлекательную внешность, он стал героем популярной баллады «Бонни Граф Морей».

## Биография
Старший сын Джеймса Стюарта, 1-го лорда Дуна (1529—1590), и Маргарет Кэмпбелл, дочери Арчибальда Кэмпбелла, 4-го графа Аргайла. Он вел своё происхождение по мужской линии от второго сына короля Шотландии Роберта II Стюарта, Роберта Стюарта, 1-го герцога Олбани, и его внука Уолтера Стюарта (казнен в 1425 году).
Его отец и тезка Джеймс Стюарт был назначен 1-м лордом Дуна 24 ноября 1581 года. От своего дальнего родственника короля Шотландии Якова VI Стюарта лорд Дун получил в 1580 году опеку над двумя дочерьми 1-го графа Морея и разрешение на брак с одной из них. В январе 1581 года его старший сын Джеймс женился на Элизабет Стюарт (1565—1591), старшей дочери Джеймса Стюарта, 1-го графа Морея. Свадьбу отметили 31 января в Файфе турниром по бегу на ринге, в котором принял участие король Яков VI. Два дня спустя вечеринка прибыла в Лит, где водное зрелище завершилось театрализованным нападением на папский замок Сант-Анджело, построенный на лодках на воде Лита. Некоторые из родственников Элизабет считали, что сын лорда Дуна не имел достаточного статуса, чтобы жениться на ней. Вскоре он принял, де-юре, титул графа Морей . Джеймс Стюарт занимал должность генерального коллектора, получая доход от церкви.
Джеймс Стюарт был чрезвычайно амбициозным человеком, стремившимся стать самым могущественным лордом на северо-востоке за счет своего соседа, Джорджа Гордона, графа Хантли. 1 августа 1588 года он был назначен уполномоченным по исполнению актов против Испанской армады, а 5 марта 1590 года ему было поручено совершить действия против иезуитов. Затем он по глупости вступил в союз со знаменитым кузеном своей жены Фрэнсисом Стюартом, 5-м графом Ботвеллом, известным заговорщиком, неоднократно покушавшимся на жизнь короля Якова VI. В «Бонни Граф Морей» также утверждается, что Стюарт «был любовью королевы», что может означать зависть со стороны короля к привязанностям его королевы Анны Датской. Но нет никаких доказательств того, что Джеймс Стюарт был любовником королевы. В конце 1590 года он решил вместе с графом Атоллом помочь лэрду Джону Гранту, когда его дом осаждал Хантли. Граф Хантли отступил в Эдинбург и 23 января 1591 года подал прошение против графа Морея за его «участие в борьбе с злоумышленниками на севере», обоим графам было приказано прибыть в Эдинбург и подписать мирное соглашение.
Граф Хантли получил специальное поручение преследовать графа Ботвелла и его соратников, которые, как опасался король Яков VI Стюарт, планировали восстание. Чтобы помешать Ботвеллу получить убежище у графа Морея, дальнего родственника и союзника, лорд Охилтри, которого специально назначил королем, уговорил графа Морея приехать на юг при условии помилования. Граф Морей, ожидая вызова в суд, прибыл в Донибристл, дом на побережье Файфа, принадлежащий его матери. 7 февраля 1592 года Донибристл внезапно окружили сторонники графа Хантли, которые призвали его сдаться. Он отказался сделать это, и Хантли поджег дом. Морей оставался некоторое время внутри и, внезапно выскочив, прорвался через кордон, окружавший дом, и направился к скалам на берегу моря. Однако, как сообщалось, свет его горящей косы шлема выдал его местонахождение, и он был убит.

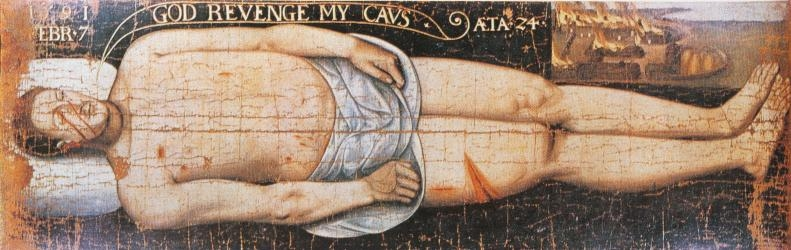
Бонни граф Морей, безымянный портрет убитого графа Морея, 1592 год

На следующий день трупы графа и Данбара, шерифа Морея, который также был убит в результате нападения, были доставлены в Лит матерью графа, Маргарет Кэмпбелл из Аргайла. Маргарет намеревалась противостоять Якову VI и потребовать, чтобы граф Хантли предстал перед судом. В то время как король заявлял о своей невиновности в этом деле, Маргарет Кэмпбелл усилила давление, выставив тело своего сына в церкви Святого Джайлса и отказавшись его похоронить, а также заказав кровавый «портрет вендетты», показывающий его раны. Когда вскоре после этого умерла Маргарет, тело Джеймса Стюарта оставалось на всеобщее обозрение в течение пяти лет и было похоронено только тогда, когда король приказал это сделать его сыну Джеймсу. Капитан Гордон, один из последователей Хантли, который из-за ранения не смог бежать на север, был доставлен в Эдинбург и казнен; но этого было недостаточно, чтобы удовлетворить народные чувства, и король счел благоразумным удалиться из Эдинбурга в Глазго, пока граф Хантли не вошел в палату в замке Блэкнесс. Это Хантли сделал 12 марта, но 20 марта он был освобожден, дав заверение, что в шестидневный срок он явится и предстанет перед судом всякий раз, когда его потребуют. Убийство остается известным по сей день, поскольку графу было всего 27 лет на момент его смерти, а наказание его убийцы было простым недельным домашним арестом.

## Семья
Между 23 января 1580 и 1581 годами Джеймс Стюарт женился на леди Элизабет Стюарт (конец 1565 — 18 ноября 1591), которая умерла за три месяца до него, у него было два сына и три дочери:
- Леди Гризел Стюарт, в 1611 году вышла замуж за сэра Роберта Иннса, 1-го баронета Иннса (1583/1584 — 1658)[5]
- Леди Маргарет Стюарт (1591 — 4 августа 1639), 1-й муж с 1603 года Чарльз Говард, 1-й граф Ноттингем (ок. 1536—1624), 2-й муж с 1625 года Уильям Монсон, 1-й виконт Монсон (1598/1599 — 1673)
- Джеймс Стюарт, 3-й граф Морей (1581 — 6 августа 1638), в 1607 году женился на леди Энн Гордон. Среди их детей был Джеймс Стюарт, 4-й граф Морей (ок. 1611—1653)
- Леди Элизабет Стюарт (? — 1608), с 1605 года замужем за Джоном Абернети, 8-м лордом Абернети из Салтона (ок. 1577—1612)
- Сэр Фрэнсис Стюарт (1589 — январь 1635), рыцарь Ордена Бани, был хорошо известен в лондонском литературном обществе и, как говорят, часто посещал литературные собрания в таверне «Русалка».